# Lešovice
Lešovice (německy Leschowitz) jsou malá vesnice, část obce Nečtiny v okrese Plzeň-sever v Plzeňském kraji. Nachází se asi 2,5 kilometru severovýchodně od Nečtin. Lešovice jsou také název katastrálního území o rozloze 4,68 km².

## Historie
První písemná zmínka o vesnici pochází z roku 1397. Do čtyřicátých let dvacátého století byl v jižní části obce provozován mlýn. Po druhé světové válce došlo k vysídlení Němců.

## Obyvatelstvo
Při sčítání lidu v roce 1921 zde žilo 99 obyvatel (z toho 52 mužů), z nichž bylo dvacet Čechoslováků, 78 Němců a jeden cizinec. Všichni byli římskými katolíky. Podle sčítání lidu z roku 1930 měla vesnice 78 obyvatel: třicet Čechoslováků a 48 Němců. Kromě pěti evangelíků a dvou lidí bez vyznání se hlásili k římskokatolické církvi.
| Rok            | 1869 | 1880 | 1890 | 1900 | 1910 | 1921 | 1930 | 1950 | 1961 | 1970 | 1980 | 1991 | 2001 | 2011 | 2021 |
| -------------- | ---- | ---- | ---- | ---- | ---- | ---- | ---- | ---- | ---- | ---- | ---- | ---- | ---- | ---- | ---- |
| Počet obyvatel | 154  | 149  | 143  | 104  | 86   | 99   | 78   | 46   | 31   | 37   | 19   | 14   | 10   | 6    | 18   |
| Počet domů     | 24   | 29   | 28   | 22   | 20   | 19   | 19   | 14   | 14   | 13   | 9    | 15   | 15   | 15   | 14   |

## Obecní správa
Při sčítání lidu v letech 1869–1950 Lešovice byly osadou obce Doubravice, se kterým patřily nejprve do okresu Kralovice, ale v roce 1950 v okrese Plasy. Od roku 1960 jsou částí obce Nečtiny v okrese Plzeň-sever.

## Galerie

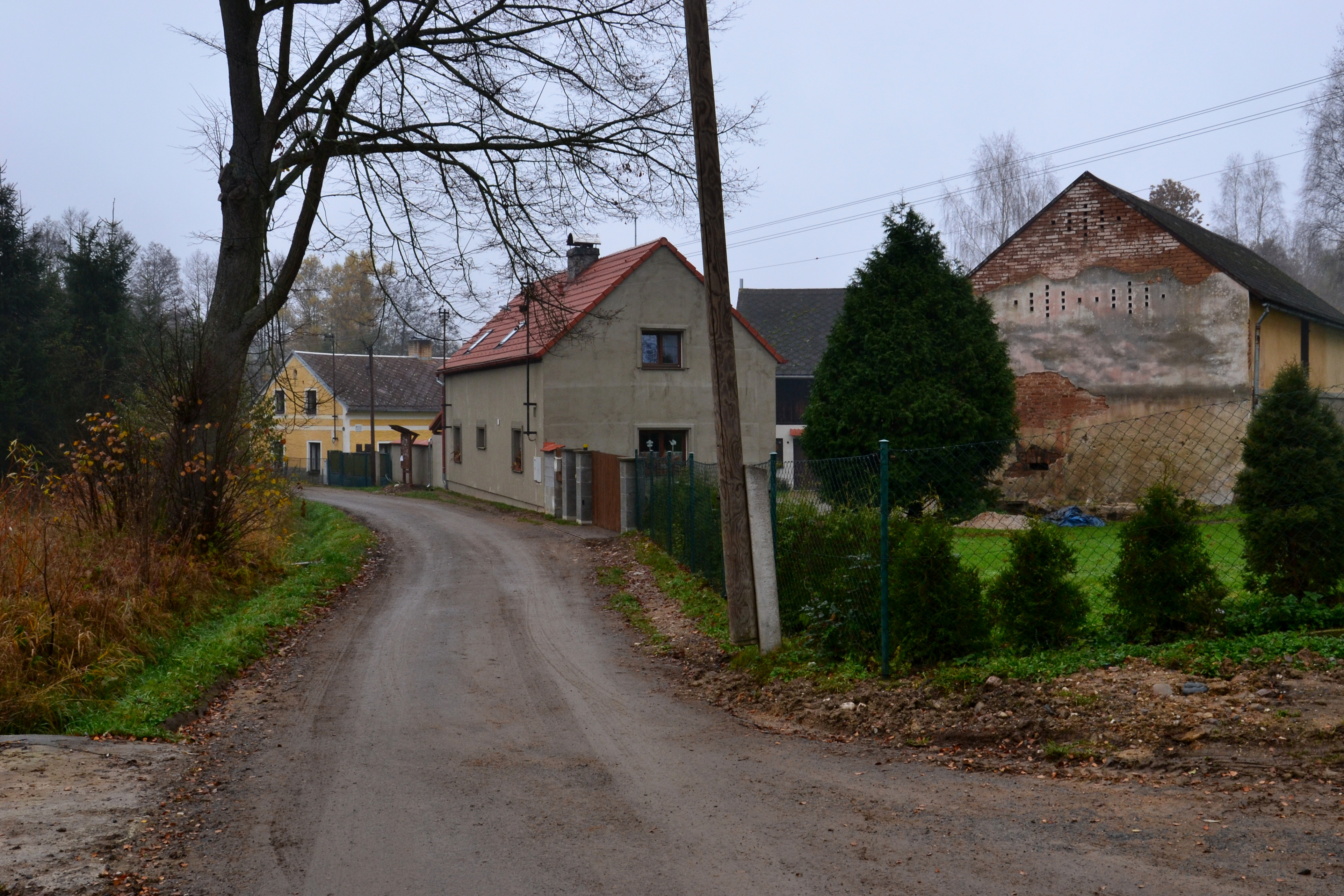
Střed osady
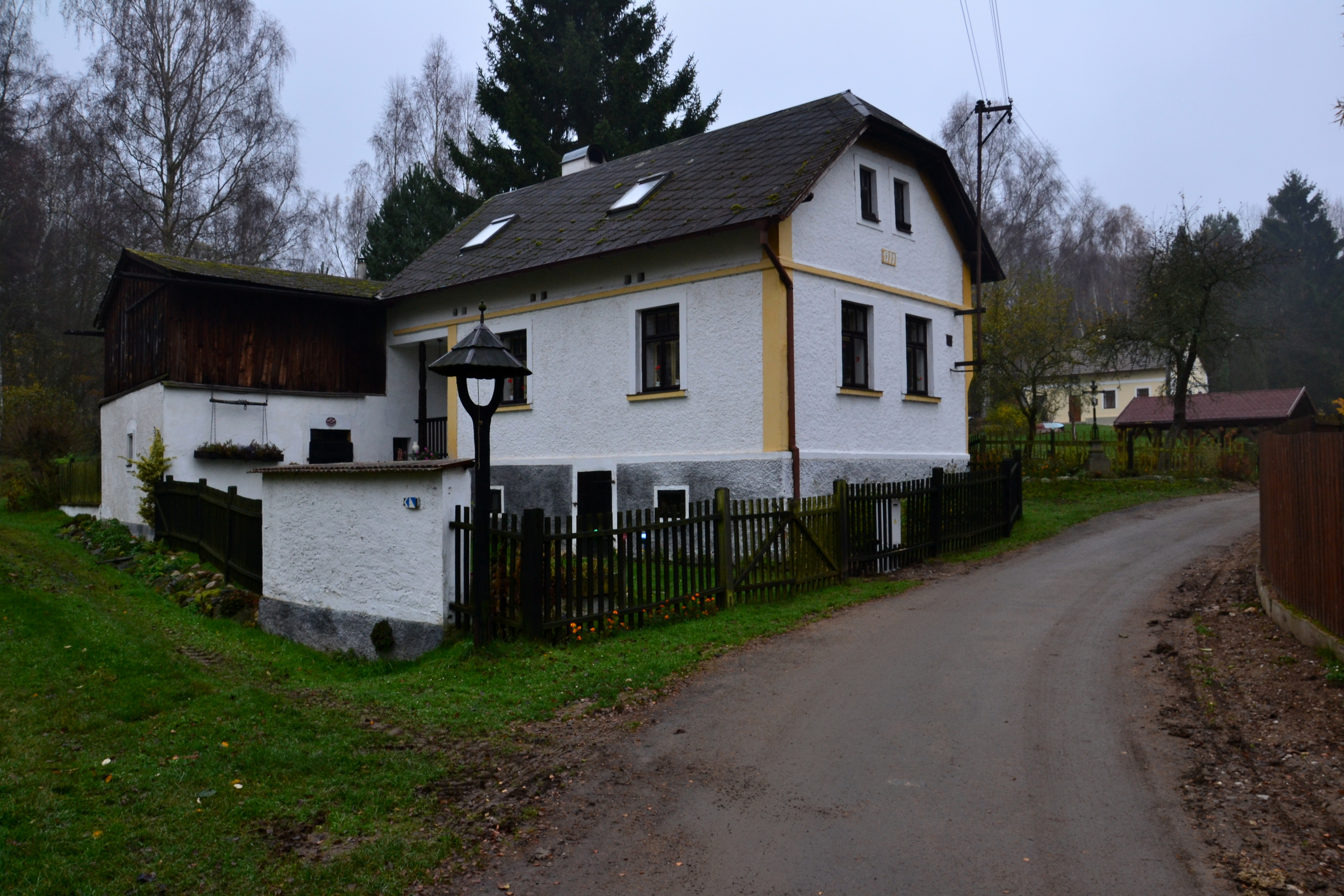
Dům čp. 6
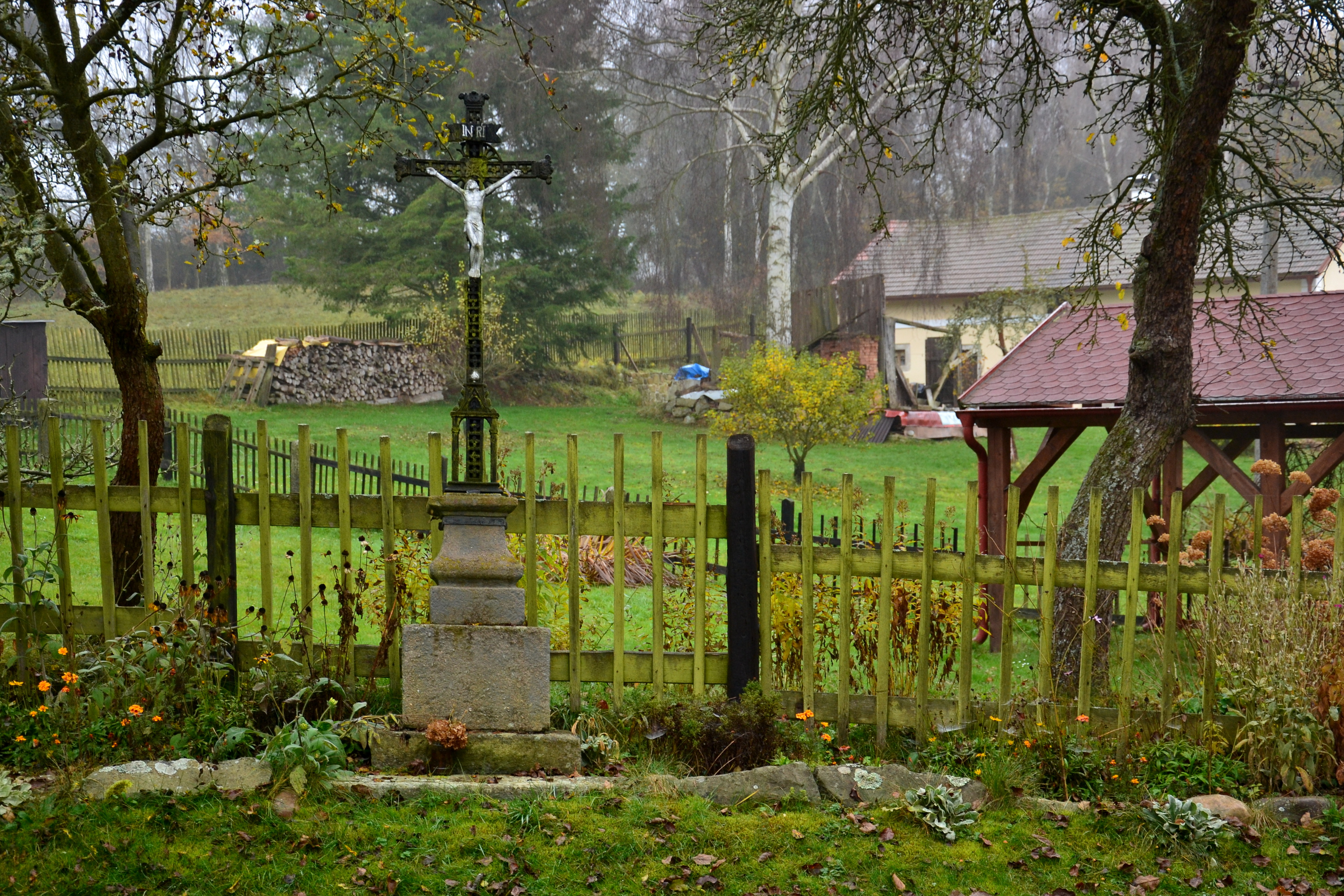
Kříž